# Poliseleniuro

Estructuras de dos aniones poliseleniuro.

En química, un poliseleniuro suele referirse a aniones de fórmula (Sen)2-, donde Se es el símbolo atómico del elemento selenio. Muchos metales del grupo principal y de transición forman complejos con aniones poliseleniuro.

## Preparación
Conceptualmente, los poliselenuros se derivan por desprotonación de poliselenanos H2Sen, pero tales especies son raras o inestables. En su lugar, de forma análoga a la preparación de muchos iones Zintl, los poliseleniuros se producen por reducción del Se elemental con metales alcalinos. Estas reacciones pueden llevarse a cabo calentando una mezcla de los sólidos o disolviendo Se metálico en soluciones amínicas de metales alcalinos. La síntesis también puede llevarse a cabo en disolventes de alto punto de ebullición, polares y apróticos, como DMF, HMPA y NMP. Estas reacciones parecen proceder por formación inicial del seleniuro de metal alcalino, seguida de la reacción de este último con selenio adicional:
2 Na  +  Se   →    Na2Se
Na2Se  +  n Se   →    Na2Sen+1
Una vez generados, los poliseleniuros de metales alcalinos pueden convertirse en sales lipofílicas mediante el tratamiento de ligandos criptandos o por intercambio iónico con sales quat.
Na2Sen  +  2 R4NCl   →   (R4N)2Sen  +  2 NaCl

## Estructuras
Las sales de poliseleniuros se han caracterizado a menudo mediante cristalografía de rayos X. Las sales de poliseleniuros suelen presentar cadenas abiertas, que adoptan una conformación en zig-zag. En raras ocasiones se observan estructuras cíclicas, como en Li2Se5, que presenta un centro de Se cuadrangular. Los espectros de RMN de 77Se de alta resolución en estado sólido de [NMe4]2Se6 muestran tres sitios de selenio. La determinación de la estructura monocristalina de rayos X de las dos sales corrobora los datos de la RMN.

### Reactividad

Estructura del (C_{5}H_{5})_{2}TiSe_{5}.

Los poliseleniuros son propensos a descomponerse al exponerse al aire, en cuyo caso se oxidan de nuevo a selenio elemental.
Se2−
n  +  2 H+  +   O2    →   n Se  +  H2O
Como ligandos en complejos de coordinación, los poliseleniuros son generalmente bidentados. Se conocen complejos de ligandos penta-, tetra- y triselenidos. Un ejemplo es el espirocíclico  [Zn(Se4)2]2-.

## Más información
- Graf, Christian; Assoud, Abdeljalil; Mayasree, Oottil; Kleinke, Holger (2009). «Solid State Polyselenides and Polytellurides: A Large Variety of Se–Se and Te–Te Interactions». Molecules 14 (9): 3115-3131. PMC 6255372. PMID 19783911. doi:10.3390/molecules14093115.
- Sheldrick, William S. (2012). «Polychalcogenide Anions: Structural Diversity and Ligand Versatility». Zeitschrift für Anorganische und Allgemeine Chemie 638 (15): 2401-2424. doi:10.1002/zaac.201200241.